# Jerzy Dembczyński
Jerzy Kazimierz Dembczyński (ur. 14 marca 1943 w Wolsztynie, zm. 27 lutego 2023) – polski fizyk, profesor nauk fizycznych, wykładowca akademicki, w latach 1999–2005 rektor Politechniki Poznańskiej.

## Życiorys
Absolwent Liceum Ogólnokształcącego w Słupcy, w 1966 uzyskał magisterium na Wydziale Matematyki, Fizyki i Chemii Uniwersytetu im. Adama Mickiewicza w Poznaniu. Doktoryzował się w 1974 na Uniwersytecie Gdańskim na podstawie pracy zatytułowanej Badanie struktury nadsubtelnej atomu bizmutu. Stopień doktora habilitowanego uzyskał siedem lat później na UMK w oparciu o rozprawę Badania struktury atomów złożonych na przykładzie atomów grupy żelaza i bizmutu. W 1989 otrzymał tytuł profesora nauk fizycznych. Specjalizował się w zagadnieniach z zakresu fizyki atomowej i spektroskopii.
W trakcie czwartego roku studiów związał się z Politechniką Poznańską w ramach stypendium naukowego ufundowanego przez rektora tej uczelni Zbigniewa Jasickiego. Pracę na Politechnice Poznańskiej na stanowisku asystenta w Katedrze Fizyki rozpoczął 1 października 1966. W latach 1976–1978 jako stypendysta Fundacji im. Aleksandra von Humboldta odbył staż naukowy w Instytucie Fizyki Stosowanej Uniwersytetu w Bonn. Był inicjatorem powołania i dziekanem Wydziału Fizyki Technicznej Politechniki Poznańskiej (1983–1991), prorektorem ds. rozwoju (1993–1996) oraz przez dwie kadencje rektorem (1999–2005) tej uczelni.
Został pochowany na cmentarzu parafii Matki Bożej Częstochowskiej w Poznaniu.

## Odznaczenia
Odznaczony m.in. Krzyżem Oficerskim Orderu Odrodzenia Polski (2012).